# زیردریایی کلاس آرکیمد
سابمارین کلاس آرکیمد (به انگلیسی: Archimede-class submarine) یک کلاس از زیردریایی است که طول آن 70.5 m می‌باشد.